# Chrisupoli
Chrisupoli (gr. Χρυσούπολη) – miejscowość w północno-wschodniej Grecji, w administracji zdecentralizowanej Macedonia-Tracja, w regionie Macedonia Wschodnia i Tracja, w jednostce regionalnej Kawala, siedziba gminy Nestos. W 2011 roku liczyła 8885 mieszkańców.